# ニコラウス5世 (対立教皇)
ニコラウス5世（Nicolaus V, 1260年頃 - 1333年10月16日）は、対立教皇（在位：1328年 - 1330年）。本名はピエトロ・ライナルドゥッキ（Pietro Rainalducci）。神聖ローマ皇帝に擁立された最後の対立教皇である。
イタリア・ボルゴローゼの集落コルヴァーロで生まれた。1310年、妻の死を契機としてフランシスコ会に入会、説教師として活動した。1328年、アヴィニョン捕囚の教皇ヨハネス22世と対立していた神聖ローマ皇帝ルートヴィヒ4世によってローマで5月12日に即位した。
しかし、12月にルートヴィヒ4世がローマを離れるとオルシーニ家がヴィテルボで反乱を起こし、ニコラウス5世はグロッセート、次にピサへ逃れた。翌1329年に破門されるとピオンビーノへ亡命、1330年8月25日にアヴィニョンへ出頭、ヨハネス22世に降伏した。以後、亡くなるまでアヴィニョンで生涯を送った。